# Церква святителя Миколая Чудотворця (Вікторівка)
Церква святителя Миколая Чудотворця — парафія і храм Бережанського благочиння Тернопільської єпархії Православної церкви України в селі Вікторівка Тернопільського району Тернопільської області.

## Історія церкви
Мешканці Вікторівки протягом багатьох років відвідували храми сусідніх сіл. За ініціативи Степана Пеляка громада вирішила збудувати власну церкву. Керував будівельними роботами Лазар Коропецький.
19 грудня 1990 року настоятель о. Богдан Скасковий заклав перший камінь. Завдяки спільним зусиллям парафіян будівництво було завершено. У грудні 1992 року храм освятив архієпископ Тернопільський і Кременецький Яків.
10 грудня 2023 року митрополит Тернопільський і Кременецький Нестор освятив відреставрований храм. Поруч із церквою знаходиться фігура Пресвятої Богородиці, фундатором якої є Петро Пеляк.

## Парохи
- о. Богдан Скасковий,
- о. Володимир Коротницький.